# 暁のエピカ -Union Brave-
『暁のエピカ -Union Brave-』（あかつきのエピカ ユニオンブレイブ）は、台湾のPCゲームメーカー・X-LEGEND ENTERTAINMENTが開発し同国や日本等で配信されていたスマートフォン向けゲームアプリ。ジャンルはMMORPG。日本でのサービスは同会社の日本法人X-LEGEND ENTERTAINMENT JAPANが行なっていた。
2019年10月30日12:00をもってサービスを終了した。

## 概要
「国と共に生きるMMORPG」のジャンル名にあるように、プレイヤーは初めに4国家の中から自分が所属する国を1つ選ぶことが出来る。また、一度選んだ国は変更出来ない。国の要素としては国家戦と呼ばれる、国毎に分かれて戦う最大250人対250人の大規模PvPが存在する。デフォルメされた可愛らしいキャラクターも魅力の1つであり、英雄や乗り物等も多く存在する。

## あらすじ
（App Storeプレビュー内「▼ストーリー」 をもとに作成）
「リアヤ・カティス」と呼ばれる世界の物語である。様々な生物が存在し、時を経て進化を遂げた。魔力を操る精霊族や、道具を扱う人類等多くの種族が現れた。彼らは領土を開拓し、未知なる世界を探索した。
この世界には「神器」と呼ばれる強大な力を秘めた装飾品や武具が存在する。「神器」を操ることが出来る者は特殊な力を得、奇跡をさえ起こすと言われた。
世界にとって特別な存在となった「神器」を巡って物語が展開される。

## キャラクター

### 主要キャラクター
プレイヤーキャラクター
冒険者、主人公であり物語の主軸となるキャラクター。種族は人類。4つの初期職業から職業を選択することで物語が始まる。物語が進むと上位職に転職することが可能になる。
ノエル
cv. 衣川里佳
プレイヤーと最初に仲間になる英雄。誠実な人柄と勇敢な性格で、騎士団を統率するリーダー的存在として部下から賞賛されている。優しい一面もあり、プレイヤーと信頼関係を築いている。

#### 国主
炎獄の闘神 ロヴァン=ザーワット
cv. 細谷佳正
火の大地「ジェカンド」を治める国主。種族は人類。
変革の神姫 エレナ
cv. 雨宮天
光の聖域「ナルシラ」を治める国主。種族は人類。
冷徹な蒼龍王 クィロス=ハルストレム
cv. 立花慎之介
氷の秘境「ルティオス」を治める国主。種族は人類。
博愛の精霊主 リリ
cv. 悠木碧
風の楽園「ノキア」を治める国主。種族は精霊族。

#### 魔王軍
罪咎の王 イグレシア
cv. 西山宏太朗
魔王軍を統率する魔王。元々は人間だったが闇の神器『絶望の魔眼』に魅入られ、神器の力をその身に宿すことで異形の存在へと変貌した。
幻惑の魔女 ディアメル
cv. 小松未可子
イグレシアの部下であり、彼に忠誠を誓う魔族。人間を見下し、嘲笑うような言動が多く見られる。しかし魔族の中では人気があり、一部熱狂的なファンも存在する。